# Pilu
Pilu (in ungherese Nagypél) è un comune della Romania di 2 177 abitanti, ubicato nel distretto di Arad, nella regione storica della Transilvania.
Il comune è formato dall'unione di 2 villaggi: Pilu e Vărșand.
Nel villaggio di Vărşand sono stati ritrovati alcuni siti con vestigia risalenti all'Età del bronzo.